# Кушокинська селищна адміністрація
Кушоки́нська селищна адміністрація (каз. Қушоқы кенттік әкімдігі, рос. Кушокынская поселковая администрация) — адміністративна одиниця у складі Бухар-Жирауського району Карагандинської області Казахстану. Адміністративний центр та єдиний населений пункт — селище Кушоки.
Населення — 3308 осіб (2021; 4308 у 2009, 4284 у 1999, 4760 у 1989).
Станом на 1989 рік існувала Кушокинська селищна рада (смт Кушоки, села Откормче, Сіокосне) у складі ліквідованого Молодіжного району. Пізніше села Откормче та Сінокосне утворили окремий Каратомарський сільський округ Осакаровського району.